# Догбо-Тота
Догбо-Тота (фр. Dogbo-Tota) — город и центр коммуны в юго-западной части Бенина, административный центр департамента Куффо.
Занимает площадь в 475 км², и по состоянию на 2013 год население составляло 101 870 человек. Занимает 21 место по численности населения в своей стране (Бенин) и 2 место в департаменте Куффо после Аплауэ. Население Догбо-Тота составляло в 2006 году в 76 942 жителей (в 1992 году — 63 722). Основная часть населения — аджа (93 %).
Расположен в 17 км от Аплауэ, в 21 км от Локоса.
Климат субэкваториального типа характеризуется небольшими колебаниями температуры (в среднем 27 °), годовое количество осадков колеблется около 1100 мм в течение четырёх сезонов.